# کسی دوشیزه
کسی دوشیزه یک ستاره است که در صورت فلکی دوشیزه قرار دارد.